# Cinema for Peace
Cinema for Peace ist eine Initiative, die 2002 von Jaka Bizilj als Reaktion auf die Terroranschläge am 11. September 2001 ins Leben gerufen wurde. Sie versteht sich als Zusammenschluss von Philanthropen, die humanitären Projekten und engagierten Filmemachern eine Plattform bietet. Im Jahr 2008 wurde die Stiftung Cinema for Peace Foundation mit Sitz in Berlin registriert.
Die Initiative veranstaltet Gala-Events, darunter die seit 2002 jährliche Cinema for Peace Gala Berlin und einmalige Veranstaltungen. Die Spendengelder flossen zunächst UNICEF-Projekten zu, danach wurden die Spenden an unterschiedliche Organisationen verteilt. Seit 2008 fließen Teile der bei der Gala eingenommenen Spenden der Stiftung Cinema for Peace Foundation zu.
Die Stiftung finanziert dokumentarische Filmprojekte und organisiert Filmvorführungen und Filmreihen zu politischen und gesellschaftlichen Themen. Zudem werden karitative Projekte Dritter, darunter vor allem solche von Personen aus der Filmbranche, unterstützt. 2011 begann die Cinema for Peace Foundation mit dem Aufbau der Genocide Film Library.
Cinema for Peace unterstützte 2018 die Verlegung und medizinische Behandlung des Pussy-Riot-Aktivisten Pjotr Wersilow wegen potenzieller Vergiftungssymptome in der Berliner Charité. Ebenso unterstützte die Stiftung auf Bitten von Wersilow und Nadeschda Tolokonnikowa im August 2020 die ebenfalls wegen potenziellen Vergiftungssymptomen erfolgte Verlegung des russischen Dissidenten Alexei Nawalny von Omsk nach Deutschland und seine medizinische Behandlung in der Charité.